# De nadagen van Pilatus
De nadagen van Pilatus is een fictieve historische roman van Simon Vestdijk uit 1938. Beschreven wordt de terugkeer van Lucius Pontius Pilatus naar Rome, na zijn schorsing door de gouverneur van Syrië, Lucius Vitellius. Het verhaal bevat veel theologische disputen en bevat overeenkomsten met Het vijfde zegel, de roman die aan deze roman voorafging. 

## Verhaal
De 3 hoofdpersonen zijn:
- Pontius Pilatus. Procurator[1] van Judea en Samaria van 26 tot 36. Vestdijk beschrijft hem als een omhooggevallen centurion uit het befaamde leger van Germanicus, de populaire neef van keizer Tiberius. De auteur meldt dat hij bovendien getrouwd zou zijn geweest met een bastaarddochter van Julia, ene Claudia. In het jaar 36 wordt hij geschorst na het gewelddadig neerslaan van een opstand in Samaria en ter verantwoording van zijn daden naar Rome gestuurd door de genoemde gouverneur van Syrië.
- Maria van Magdala. Een rijke jood uit Alexandrië, Publius Barachius, wordt door Pontius Pilatus gered van een lynchpartij door Grieken in Alexandrië. Als dank schuift hij zijn prachtige courtisane door naar zijn redder. Zij is door het hele Romeinse Rijk op zoek naar de wederopgestane gekruisigde.
- Keizer Caligula. De enige overlevende zoon van Germanicus, werd door zijn oudoom als zijn opvolger aangewezen. Hij raakt hevig geïnteresseerd in onsterfelijkheid en kruisigingen. Het verhaal van de opgestane jood Jezus uit Nazareth heeft zijn warme belangstelling. Zo raken de twee eerste personen in zijn keizerlijke netten verstrikt.

Pontius Pilatus meldt zich na zijn schorsing in Alexandrië bij Aulus Avillius Flaccus, de prefect van Egypte. Tijdens een pikant verhoor redt Pontius Pilatus een rijke jood en Romeins staatsburger, Publius Barachius, die buiten op straat hoorbaar wordt gemolesteerd. Na het bericht van het overlijden van keizer Tiberius, varen ze samen met Maria naar Rome. In Rome huurt Pilatus een redelijk onderkomen voor zijn huishouding. Via de stadsprefect moet Pilatus uitleg geven over zijn 20 ambtelijke kruisigingen. Maria van Magdala is hevig geïnteresseerd in de kruisiging en wederkomst van haar heer Jezus. Pilatus en Maria raken zo verstrikt in het web van de nieuwe keizer Caligula. Maria wordt zelfs opgenomen in de intieme liefdesdriehoek van Caligula, zijn zus Drusilla en toneelspeler Mnester.
Caligula laat de senaat en zijn hofkliek weten dat hij de goddelijke status wil bereiken door na een kruisiging uit de dood op te staan, zoals hij begrepen heeft dat Jezus zo aan zijn status is gekomen. Op de afgesproken dag worden echter twee wetsovertreders met de befaamde Indiase fakir Narada in hun midden gekruisigd. Caligula slaat het tafereel geamuseerd gade. Hij heeft de kruisiging van Jezus als een toneelstuk gekopieerd. De beledigde Maria spuugt Caligula in het gezicht en probeert tevergeefs het paleis te ontvluchten. Zij wordt gevangengezet en gemarteld. Pontius Pilatus weet wel zijn woning te bereiken en vlucht van daaruit naar vrienden in het zuiden van Gallië. Daar woont hij voor zijn dood voor het eerst van zijn leven een originele Romeinse strafkruisiging bij. Kort daarna overlijdt hij aan in Rome opgelopen malaria.